# Cyrtandra wichmanniana
Cyrtandra wichmanniana är en tvåhjärtbladig växtart som beskrevs av Rudolf Schlechter. Cyrtandra wichmanniana ingår i släktet Cyrtandra och familjen Gesneriaceae. Inga underarter finns listade i Catalogue of Life.